# Bactrocera carbonaria
Bactrocera carbonaria
 es una especie de díptero que Friedrich Georg Hendel describió por primera vez en 1927. Bactrocera carbonaria pertenece al género Bactrocera de la familia Tephritidae. 